# HMS Adventure (M23)
HMS Adventure (M23) là một tàu tuần dương rải mìn của Hải quân Hoàng gia Anh Quốc được chế tạo trong những năm 1920 và đã phục vụ trong Chiến tranh Thế giới thứ hai. Vị chỉ huy của nó trong những năm 1928-1929 sau này là Đô đốc John H. D. Cunningham, Thứ trưởng Hải quân Anh.

## Thiết kế và chế tạo
Được đặt lườn tại Devonport vào tháng 11 năm 1922 và hạ thủy vào tháng 6 năm 1924, Adventure là chiếc tàu chiến đầu tiên của Hải quân Anh được chế tạo để phục vụ như tàu rải mìn, và cũng là chiếc đầu tiên trang bị động cơ diesel để đi đường trường. Nó được thành phố Plymouth đỡ đầu.
Adventure được chế tạo để thay thế cho Princess Margaret, một chiếc được cải biến thành tàu rải mìn kỳ cựu thời Chiến tranh Thế giới thứ nhất, và được thiết kế để có khả năng mang số lượng thủy lôi lớn và tầm hoạt động xa. Số mìn mang theo được chứa hoàn toàn kín bên trong, đòi hỏi một lườn tàu dài và cao, với bốn đường ray thả mìn dọc theo chiều dài lườn tàu để trượt xuống phía đuôi. Nó có một đuôi tàu phẳng để giúp có sự di chuyển hiệu quả, nhưng nước cuốn trở lại khiến thủy lôi có xu hướng bị hút ngược trở lại lườn tàu sau khi thả, một tình huống rõ ràng nguy hiểm đối với một tàu rải mìn. Kết quả là nó phải được tái cấu trúc với một đuôi tàu tròn theo kiểu truyền thống, và chiều dài con tàu tăng thêm 19 ft (5,8 m).
Hệ thống động lực của nó tương tự với một tàu tuần dương hạng nhẹ lớp C, nhưng để tăng hiệu quả đi đường trường, một động cơ diesel-điện mới được thử nghiệm; chân vịt được chọn dẫn động bằng kiểu động cơ thông qua một hộp số. Động cơ diesel-điện được tháo dỡ vào năm 1941 cùng với ống thoát nhỏ ghép vào ống khói thứ hai. Trọng lượng nặng bên trên của Adventure do số thủy lôi được chứa cao trên sàn tàu khiến nó không thể mang dàn vũ khí tiêu biểu của tàu tuần dương. Thay vào đó, bốn khẩu pháo QF 4,7 in (120 mm) Mark VIII trên các bệ góc cao được đặt ở các vị trí 'A', 'Q', 'X' và 'Y' sau khi nhận thức ra một cách sắp xếp hữu ích hơn. Vũ khí phòng không được hoàn thiện với một bệ pháo QF 2-pounder Mk.VIII "pom-pom" tám nòng (trang bị vào cuối 1930) và một cặp súng máy Vickers 0,5 in (13 mm) bốn nòng.

## Lịch sử hoạt động
Khi được đưa vào hoạt động, Adventure gia nhập Hạm đội Đại Tây Dương. Trong những năm 1931-1932, nó trải qua một đợt tái trang bị, thay thế phần đuôi tàu dạng vuông thành dạng tròn.
Ngay những tháng đầu tiên của Chiến tranh Thế giới thứ hai, đang khi di chuyển cùng với Blanche và Basilisk,Adventure bị hư hại nặng do một vụ nổ, rất có thể do một quả mìn từ tính của Đức tại Thames Estuary vào 05 giờ 26 phút sáng ngày 13 tháng 11 năm 1939. Hai mươi ba người đã thiệt mạng trong vụ này; Blanche cũng bị trúng mìn lúc 08 giờ 20 phút và chìm lúc 09 giờ 50 phút, một người đã thiệt mạng trên chiếc Blanche. Adventure được sửa chữa tại Sheerness. Vào năm 1940, nó rải mìn tại khu vực quần đảo Orkney và eo biển St. George; và vào năm 1941 lại bị hư hại do một quả mìn ngoài khơi Liverpool.
Cũng trong năm 1941, Adventure được bổ sung radar Anh Kiểu 291 trên cột ăn-ten chính để cảnh báo trên không, radar Kiểu 285 trên bệ kiểm soát hỏa lực góc cao (HACS) trên nóc cột ăn-ten trước, cùng một radar Kiểu 272 bước sóng cen-ti mét chỉ định mục tiêu trên cột ăn-ten trước dưới bệ kiểm soát hỏa lực. Đến năm 1944, nó được tăng cường chín khẩu phòng không Oerlikon 20 mm, bao gồm hai khẩu thay cho số súng máy Vickers vô dụng. Nó được sử dụng như một tàu sửa chữa và nghỉ ngơi cho các xuồng đổ bộ trong cuộc đổ bộ Normandy.
Đến năm 1945, Adventure được đưa về lực lượng dự bị; và đến năm 1947 nó bị bán cho hãng T. W. Ward Ltd. và bị tháo dỡ tại Briton Ferry.